# Тур Зубараха
Тур Зубараха (англ. Tour of Al Zubarah) — шоссейная многодневная велогонка, проходившая по территории Катара с 2013 по 2015 год.

## История

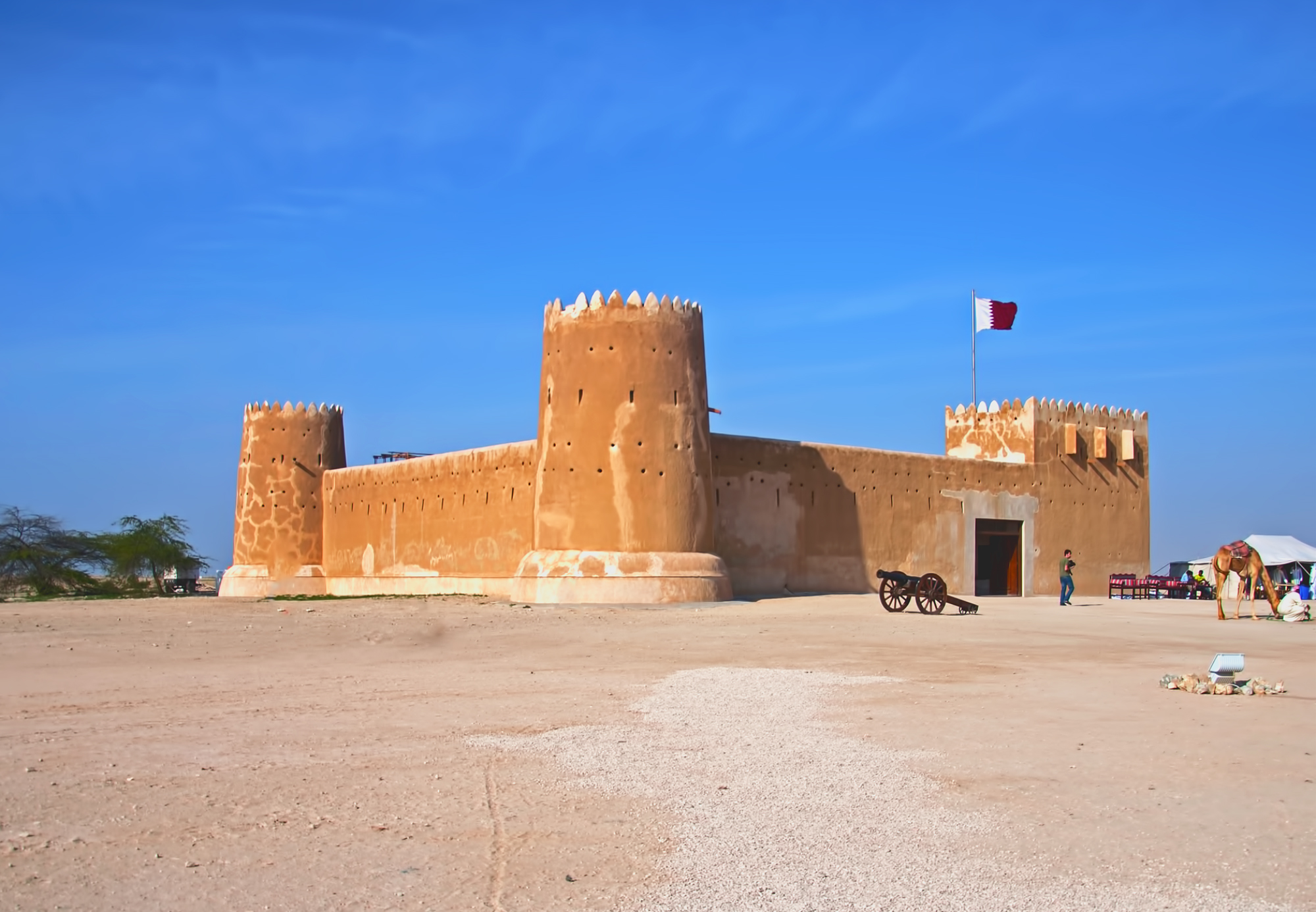
Форт Зубарах

Гонка была создана в 2013 году и сразу вошла в календарь Азиатского тура UCI с категорией 2.2.
Маршрут гонки состоял из пролога и трёх равнинных этапов в протяжённостью 120 км каждый. Общая протяжённость дистанции составляла в районе 370 км. Стартовала гонка всегда в столице страны — Дохи, а финишировала в разрушенным ныне городе Зубарах, являющийся объектом всемирного наследия ЮНЕСКО, рядом с Фортом Зубарах который изображён на логотипе гонки.
Гонка проводилась в декабре. Организацией занимались словенская команда, проводящая Тур Словении Организатором выступала Федерация велоспорта Катара  (QCF).

## Призёры
| Год  | Победитель    | Второй         | Третий        |
| ---- | ------------- | -------------- | ------------- |
| 2013 | Юсиф Мирза    | Мартин Вайс    | Кристиан Файт |
| 2014 | Аззедин Лагаб | Кристиан Файт  | Мартин Вайс   |
| 2015 | Махер Хаснауи | Евгений Ваккер | Насир Резави  |